# Ceratonereis moorei
Ceratonereis moorei är en ringmaskart som först beskrevs av Imajima 1972.  Ceratonereis moorei ingår i släktet Ceratonereis och familjen Nereididae. Inga underarter finns listade i Catalogue of Life.